# Jolka Milič
Jolka Milič, slovenska pesnica, prevajalka in publicistka, * 5. februar 1926, Sežana, † 21. januar 2021, Izola.
Jolka Milič je leta 1947 končala učiteljišče v Gorici in nato nekaj let delala kot bančna uslužbenka. V slovenski književni publicistiki se je pogosto oglašala s kritikami, polemikami in glosami. Predvsem pa se je uveljavila kot prevajalka.
Društvo slovenskih književnih prevajalcev je Jolki Milič za leto 2005 podelilo Lavrinovo diplomo za življenjsko delo na področju posredovanja slovenske književnosti drugim narodom, Republika Italija ji je podelila svoje najstarejše odlikovanje, red zvezde nacionalne solidanosti  za prevodni opus in življenjsko delo (2006), leta 2013 pa je kot prva prejela nagrado mira Ženskega odbora Slovenskega centra PEN.

## Literarno delo
Miličeva od leta 1954 v revijah objavlja črtice in novele in pesmi. Njena prva zbirka Pesniški list (1972) vnaša v slovensko poezijo predvsem intimno žensko tematiko in je večji del eksperimentalna lepljenka proznih citatov.
Jolka Milič se je uveljavila kot prevajalka, pa tudi kot polemična publicistka. Prevajala je špansko, francosko in italijansko poezijo v slovenščino in slovensko poezijo v italijanščino, med drugim dela S. Kosovela, E. Kocbeka, J. Udoviča, C. Kosmača, C. Zlobca, M. Kačičeve, I. Minattija, E. Fritza, T. Šalamuna, M. Kravosa in J. Ostija.